# Drillingsgefäß

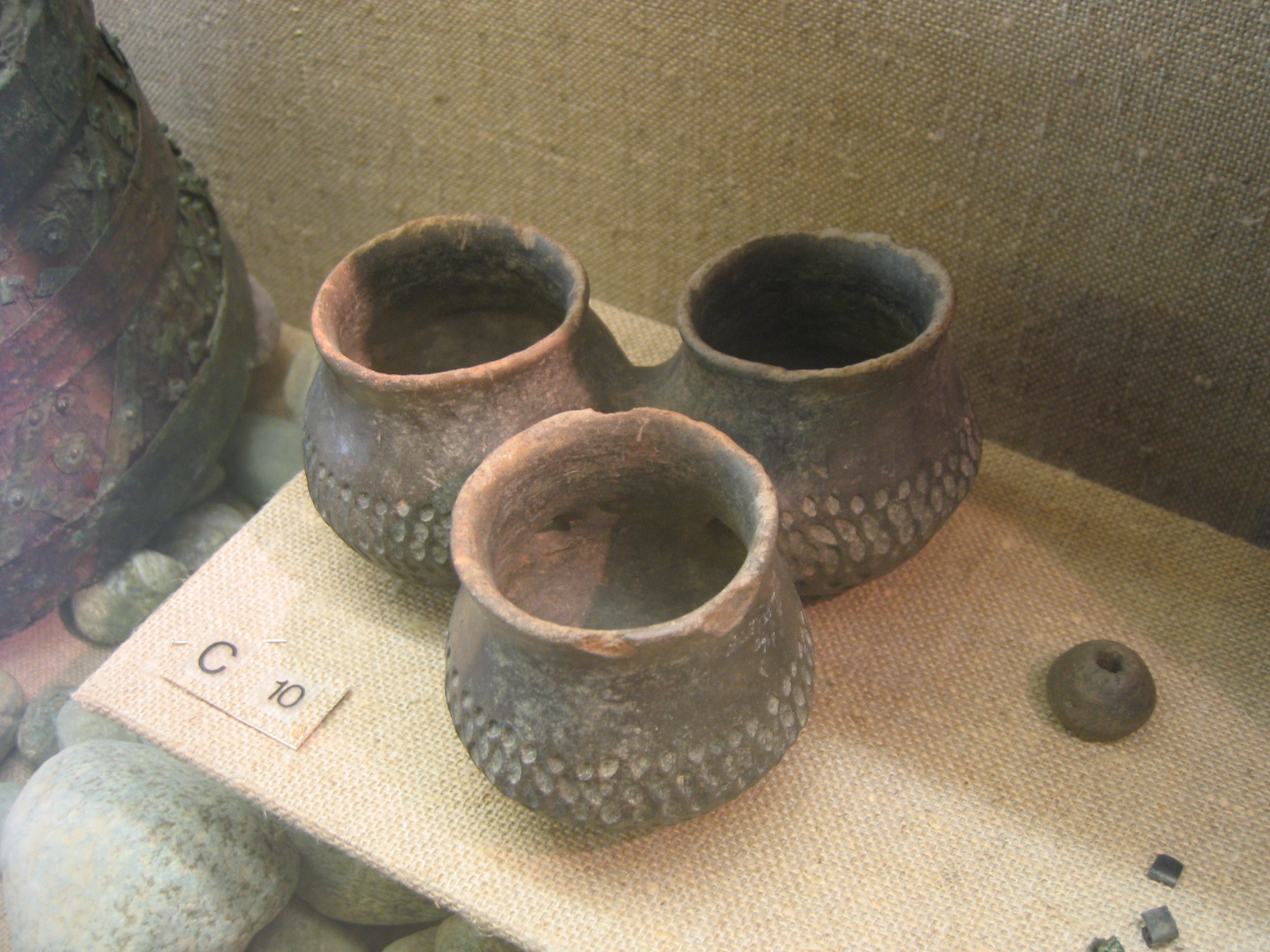
Drillingsgefäß aus dem frühmittelalterlichen Gräberfeld von Güttingen

Drillingsgefäß bezeichnet eine Gruppe von Gefäßen, die aus drei meist kleineren Keramikgefäßen nach dem Prinzip kommunizierender Röhren auf einer Ebene miteinander verbunden sind. Bei einer Kombination von zwei Gefäßen spricht man von einem Zwillingsgefäß. Diese Gefäßformen stellen nur einen kleinen Anteil innerhalb der Keramikgefäße aus archäologischen Funden dar. Ihre Verbreitung haben diese Gefäßformen von der Hallstattzeit über fränkische und alamannische Bestattungen des 6. Jahrhunderts bis in das Mittelalter, jedoch kommen sie auch gelegentlich zu anderen Zeiten und in anderen Kulturkreisen vor.
Über den Zweck dieser Gefäße hat die Archäologie noch keine gesicherten Nachweise, so wird vermutet, dass diese Gefäße aufgrund der untereinander verbundenen Kammern zum Mischen von Getränken gedient haben könnten. Häufig werden diese Gefäße auch als Kultgefäße angesprochen.
Eine Besonderheit stellt ein in Italien gefundenes Drillingsgefäß aus der ersten Hälfte des 6. Jahrhunderts dar, das eine umlaufende Beschriftung in altlateinischer Schrift aufweist.

## Belege
1. ↑   J. F. K. Dirichs: Die urlateinische Reklamestrophe auf dem sogenannten Dresselschen Drillingsgefäß des sabinischen Töpfers Dufnos (bisher Duenos). Winter, Heidelberg 1934.
2. ↑  http://www.indogermanistik.uni-freiburg.de/lattexte1.pdf@1@2Vorlage:Toter+Link/www.indogermanistik.uni-freiburg.de+(Seite+nicht+mehr+abrufbar,+festgestellt+im+April+2018.+Suche+in+Webarchiven) Datei:Pictogram+voting+info.svg Info:+Der+Link+wurde+automatisch+als+defekt+markiert.+Bitte+prüfe+den+Link+gemäß+Anleitung+und+entferne+dann+diesen+Hinweis. J. M. Kümmel über das italische Drillingsgefäß mit altlateinischer Inschrift